# Jan Verheyen (Fußballspieler)
Jan Verheyen (* 9. Juli 1944 in Hoogstraten, Provinz Antwerpen) ist ein ehemaliger belgischer Fußballspieler.

## Karriere

### Verein
Verheyen debütierte 1961 mit 17 Jahren in der ersten Mannschaft von Beerschot VAC. Schon bald avancierte er zum Stammspieler. 1968 stand er im belgischen Pokalfinale, das Beerschot gegen den FC Brügge mit 6:7 nach Elfmeterschießen verlor. Verheyen verschoss den entscheidenden Ball. 1971 gewann er den Pokal durch ein 2:1 gegen VV St. Truiden.
Im selben Jahr wechselte Verheyen zum RSC Anderlecht, mit dem er zweimal belgischer Meister und dreimal Pokalsieger wurde.
1975 schloss er sich Royale Union Saint-Gilloise an, bis er 1978 zu seinem Heimatverein Hoogstraten VV zurückkehrte, bei dem er 1986 seine Karriere beendete.

### Nationalmannschaft
Verheyen absolvierte zwischen 1965 und 1976 insgesamt 33 Spiele für die belgische Nationalmannschaft, in denen er ohne Torerfolg blieb.
Bei der Weltmeisterschaft 1970 in Mexiko stand er im belgischen Aufgebot, wurde im Verlauf des Turniers jedoch nicht eingesetzt.
Zwei Jahre später bestritt er bei der Europameisterschaft 1972 im eigenen Land beide Endrundenspiele im Halbfinale gegen die BR Deutschland sowie im Spiel um Platz 3 gegen Ungarn.

## Privates
Jan Verheyen ist der Vater des ehemaligen belgischen Nationalspielers Gert Verheyen.